# Курина, Лариса Николаевна
Лариса Николаевна Курина (1932—2015) — советский и российский учёный-химик, педагог, специалист в области физической и коллоидной химии, доктор химических наук (1988), профессор (1991). главный научный сотрудник ИХН СОРАН. Заслуженный деятель науки Российской Федерации (1999).

## Биография
Родилась 9 ноября 1932 года в городе Новосибирск.
С 1950 по 1955 год обучалась на химическом факультете Томского государственного университета.
С 1955 года на научно-педагогической работе на химическом факультете Томском государственном университете в должностях: аспирант, ассистент, с 1964 года — доцент, с 1982 по 1989 года — заведующая кафедрой физической и коллоидной химии, с 1989 года — профессор по этой кафедре, одновременно с 1989 года Л. Н. Курина — создатель и научный руководитель лаборатории каталитических исследований. С 1975 года одновременно с педагогической находилась на научно-исследовательской работе в Институте химии нефти СО РАН в должностях: старший, ведущий и с 2001 года — главный научный сотрудник.
В 1964 году Л. Н. Курина была утверждена в учёной степени кандидат химических наук по теме: «Исследование ванадиевых катализаторов в реакции окисления метилового спирта в формальдегид», в 1988 году — доктор химических наук по теме: «Физико-химические основы процессов каталитического окисления спиртов». В 1966 году приказом ВАК ей было присвоено учёное звание доцент, в 1991 году — профессор по кафедре физической и коллоидной химии. В 1998 году ей было присвоено звание соросовский профессор и действительный член РАЕН.

## Научно-педагогическая деятельность
Основная научно-педагогическая деятельность Л. Н. Куриной связана с вопросами в области гетерогенно-каталитического окисления органических соединений, в том числе изучением процессов каталитического окисления спиртов. При непосредственном участии и научном руководстве Л. Н. Куриной были изучены процессы совместного окисления спиртов, в том числе механизм дезактивации серебряных катализаторов, синтеза формальдегида вследствие углеотложения и присутствия примесей в сырье, это позволило указать пути регулирования этого процесса; были выяснены закономерности, связывающие активность и избирательность катализаторов в процессе окисления метанола в формальдегид с их составом и свойствами; были развиты экспериментально обоснованные представления о механизме полного и парциального окисления низших спиртов на оксидных и металлических катализаторах. В Томском университете читала курс лекций по вопросам в области физической и коллоидной химии. Л. Н. Курина была участницей всесоюзных и международных научных конференций, в том числе: в 1975 году — III Международный симпозиум по катализу в Болгарии, Международная конференция по теоретическим вопросам адсорбции (1991, 1996 и 1997), в 1991 году — III Всесоюзная конференция «Химические синтезы на основе одноуглеродных молекул», Европейская конференция «Exibition on materials and process» (1993), XV и XVI Менделеевские съезды по общей и прикладной химии (1993, 1998), Международная конференция «Физико-химические процессы в неорганических материалах» (1998). Член докторского диссертационного совета Томского университета и ИХН СОРАН в области физической химии.
Л. Н. Курина является автором более 400 научных трудов и монографий и многочисленных научных работ опубликованных в научных журналах, под её руководством было подготовлено более 50 кандидатов и докторов химических наук.
16 октября 1999 года Указом Президента России «За заслуги в научной деятельности» Л. Н. Курина была удостоена почётного звания — Заслуженный деятель науки Российской Федерации.

## Награды
- Заслуженный деятель науки Российской Федерации (16.10.1999)[4]